# Grand Capucin
Der Grand Capucin [gʀɑ̃  kapyˈsɛ̃] ist ein 3838 m hoher Berg in der französischen Mont-Blanc-Gruppe. Er gilt als der am schwierigsten zu besteigende Berg der Alpen (Normalweg im VII. Grad). Er erhebt sich als riesiger Felsobelisk knapp 400 Meter aus dem Glacier du Géant und ist nur vom Gletscher und den umliegenden Gipfeln zu sehen. Nach Norden ist er durch die steilen Ostwandfluchten des Mont Blanc du Tacul verdeckt, direkt westlich liegt der Mont Maudit, der nach Südwesten zum Gipfel des Mont Blanc überleitet. Im Süden liegt die Tour Ronde.
Der Zustieg kann sowohl von Chamonix in Frankreich mit der Seilbahn auf die Aiguille du Midi als auch von Entrèves bei Courmayeur in Italien mit der Seilbahn zur Pointe Helbronner erfolgen.
Die Erstbesteigung des Gipfels erfolgte am 24. Juli 1924 durch E. Augusto, Adolphe und Henri Rey und L. Lanier.
Die Erstbegehung der knapp 400 Meter hohen, fast senkrechten Ostwand gelang Walter Bonatti und Luciano Ghigo vom 20. bis zum 23. Juli 1951. Dabei meisterten sie Schwierigkeiten bis V+, A2. Die erste freie Begehung der Bonattiführe gelang erst 1983 (Schwierigkeiten bis VIII-).
Seit der Bonatti-Besteigung steht der Grand Capucin, trotz seiner verstecken Lage, im steten Interesse der Kletterer. Vor allem in den 1980er Jahren wurden zahlreiche neue Routen in den steilen Granitwänden begangen. So etwa in der Südwand Sourire de l’Été (1981, VII, A2) und O Sole Mio (1984, VII+) oder in der Ostwand Elixier d’Astaroth (1981, VII+, A3) und Directe des Capucines (1983, VII+).
2005 konnte Alexander Huber die mit 8b nach französischer Skala bewertete Route Voie Petit erstmals rotpunkt begehen. 2008 kletterte Alexander Huber die Voie des Suisses free solo im Aufstieg wie im Abstieg ohne Verwendung künstlicher Auf- oder Abstiegshilfen.